# Rebecca Marshall
Rebecca Marshall est une actrice américaine. Elle a commencé sa carrière à 17 ans. Elle a été pendant quelques années la compagne du basketteur Baron Davis.

## Biographie
Elle auditionne en 2003 pour le film de Wolfgang Petersen Troie mais elle échoue. Après de multiples petits rôles dans des films et dans des séries populaires, elle obtient enfin un grand rôle en 2010 dans le 7e chapitre de la saga SAW.

## Filmographie

### Cinéma
- 2004 : Knuckle Sandwich  : Laurie
- 2008 : Las Vegas 21 : hot girl (non-créditée)
- 2008 : Repo! The Genetic Opera : femme avec le Martini
- 2010 : Saw 3D - Chapitre Final : Suzanne
- 2012 : Crazy Dad : Kelly
- 2012 : Life Tracker : Bell Osbourne
- 2013 : L'Arène (Raze) de Josh C. Waller : Phoebe
- 2014 : Cooties : Emily Dopkins
- 2015 : 12 Rounds 3: Lockdown : Captain Matthews
- 2018 : Cynthia : Jane

### Télévision

#### Séries télévisées
- 2006 : Threshold : Premier Contact (saison 1, épisode 12) : Candy Cane / Emily Biggs
- 2006 : À la Maison-Blanche (saison 7, épisode 16) : Carrie Marino
- 2006 : Shark (saison, épisode 4) : Lisa Gable
- 2006 : Big Shots (saison 1, épisode 10) : Gina
- 2008 : Les Experts : Miami (saison 6, épisode 17) : Lisa Ross
- 2010 : Party Down (saison 2, épisode 3) : Mira
- 2012 : Mon oncle Charlie (saison 10, épisode 10) : Susan
- 2014 : Supernatural (saison 9, épisode 16) : Lola
- 2014 : Arctic Air (7 épisodes) : Lindsay Gallagher
- 2014 : Franklin & Bash (saison 4, épisode 3) : Tenley Lark
- 2014 : Rush (saison 1, épisode 10) : Marika
- 2014-2015 : Retour à Cedar Cove (15 épisodes) : Alex Baldwin
- 2015 : Motive (saison 3, épisode 7) : Nicole Gaynor
- 2015 : Girlfriends' Guide to Divorce (saison 2, épisode 4) : Jonas

#### Téléfilms
- 2016 : Soupçon de magie (Good Witch: Secrets of Grey House) : Jessica Carrington
- 2019 : Ma fille, disparue après une soirée étudiante (Killer in Suburbia) de Danny Buday : Michelle Bloom